# GP2-Lauf in as-Sachir 2013
Der GP2-Lauf in as-Sachir 2013 war der zweite Lauf der GP2-Serie 2013 und fand vom 19. bis 21. April auf dem Bahrain International Circuit in as-Sachir statt.

## Berichte

### Hintergrund
Ma Qinghua wurde ab diesem Lauf von Alexander Rossi ersetzt. Bei Hilmer Motorsport wurde Conor Daly durch Robin Frijns ersetzt. Rossi und Frijns starteten zuvor in der Formel Renault 3.5 – Frijns wurde in dieser Serie Meister, Rossi Elfter.
Es trat kein ehemaliger Sieger dieses Rennens an.

### Training
Im freien Training fuhr Fabio Leimer die schnellste Zeit vor Sam Bird und Stefano Coletti.

### Qualifying
Auch im Qualifying setzt sich Leimer an die Spitze. Zweitschnellster war Marcus Ericsson mit knapp einer Sekunde Rückstand auf Leimer, vor Felipe Nasr.
Nach dem Qualifying wurden zwei Strafen ausgesprochen: Kevin Giovesi wurde wegen Behinderns von Johnny Cecotto jr. um 3 Positionen nach hinten versetzt und Sergio Canamasas wurde wegen eines „absichtlichen Richtungswechsels, durch den ein anderer Fahrer benachteiligt wurde“ aus der Wertung ausgeschlossen.
James Calado wurde wegen einer Strafe aus dem Sprintrennen in Sepang um zehn Positionen nach hinten versetzt.

### Hauptrennen
Beim Start in die Einführungsrunde würgte Ericsson den Motor ab. Er wurde daraufhin in die Box geschoben, von wo er dem Feld hinterherstartete.
Der Start ins Rennen verlief für Leimer gut und er behielt die Führung. Dahinter kam es zu mehreren Positionswechseln. Coletti überholte Nasr und belegte Position zwei. Bird startete von Platz neun und verbesserte sich auf Position drei. Verlierer des Start war Simon Trummer, der viele Positionen verlor.
In der ersten Runde setzte Coletti den Führenden unter Druck. Zu einem Überholmanöver kam es jedoch nicht. Jolyon Palmer, der von Platz zwölf ins Rennen gegangen war, verbesserte sich auf Platz fünf. Währenddessen musste Daniël de Jong an der Boxengasse das Rennen beenden.
Nachdem sich das Feld ein wenig auseinandergezogen hatte, begann Leimer einen Vorsprung auf Coletti aufzubauen. Ende der vierten Runde stellte Pål Varhaug seinen Boliden mit einem technischen Problem ab. Am Ende der sechsten Runde war Stéphane Richelmi der erste Fahrer, der zu seinem Stopp hereinkam. Er wechselte von den weichen auf die harten Reifen. Canamasas hatte derweil eine Durchfahrtsstrafe bekommen, da er Calado von der Strecke gedrängt hatte. Zwei Runden nach Richelmi gingen Nasr und Bird gleichzeitig in die Box. Beide Stopps verliefen nicht optimal. Sie kamen in gleicher Reihenfolge aus der Box heraus, fielen jedoch hinter Richelmi zurück.
Zwei Runden später kamen die beiden Führenden in der gleichen Runde zu ihrem Boxenstopp. Ihre Boxenstopps verliefen ohne Probleme und Leimer hielt sich vor Coletti. Letzterer kam knapp vor Rossi auf die Strecke zurück, der seinen Boxenstopp ebenfalls bereits absolviert hatte. In der Zwischenzeit fuhr Nasr schnelle Rundenzeiten und verbesserte sich um zwei Positionen gegen Bird und Richelmi. Nathanaël Berthon hatte bei seinem Boxenstopp das Tempolimit in der Boxengasse überschritten und erhielt eine Durchfahrtsstrafe.
Es gab noch einige Fahrer, die mit den harten Reifen gestartet waren und ihren Stopp später absolvierten. Führender war Adrian Quaife-Hobbs, der jedoch kontinuierlich Zeit gegen Leimer einbüßte und somit nicht um den Sieg fuhr. Hinter Leimer fuhren Coletti und Rossi, die beide von den anstehenden Überholmanövern profitierten und aufholten.
Mit noch 16 Runden zu fahren ging Tom Dillmann als erster derjenigen in die Box, die mit den harten Reifen gestartet waren. Seine Rundenzeiten waren auf Anhieb deutlich schneller. Auch Quaife-Hobbs kam wenig später zum Boxenstopp und holte sich die weichen Reifen ab.
In Runde 20 kam es zu einer Kollision zwischen Frijns und Richelmi. Für Richelmi bedeutete es das Rennende, Frijns konnte weiterfahren, fiel nach einem zusätzlichen Boxenstopp auf den letzten Platz zurück. Darüber hinaus bekam er eine Durchfahrtsstrafe für das Verursachen der Kollision.
Kurz vor Rennende kam es zu einer Kuriosität: Giovesi hatte Mitch Evans von der Strecke gedrängt. Statt Giovesi wurde jedoch versehentlich Teamkollege René Binder für das Vergehen bestraft.
Dillmann und Quaife-Hobbs war in der Zwischenzeit schneller als Simon Trummer, der auf Position sieben fuhr, und überholten ihn. Anschließend machten sie Zeit auf Bird gut. Bis zum Ende des Rennens kamen sie allerdings nicht mehr in Schlagdistanz.
Leimer gewann das Rennen vor Coletti und Debütant Rossi. Julian Leal fuhr die schnellste Runde des Rennens. Da er jedoch nicht unter den besten zehn platziert war, gingen die Punkte für die schnellste Runde an Cecotto.

### Sprintrennen
Dillmann startete von der Pole-Position gut und behielt nach den ersten zwei Kurven die Führung vor seinem Teamkollegen Bird. Coletti startete von Position sieben ebenfalls gut und positionierte sich beim Anbremsen in die erste Kurve außen, um anschließend einen Vorteil in der darauffolgenden Kurve zu haben. Dies gelang ihm auch und er verbesserte sich auf Position drei.
In der ersten Kurve kam es zu zwei Kollisionen. Rio Haryanto fuhr Ericsson ins Heck und verlor dabei den Frontflügel. Für Ericsson bedeutete die Kollision das Ende des Rennens, da sein Heckflügel beschädigt wurde. Des Weiteren kam es zwischen Rossi und Leimer zu einer Berührung. Während Leimers Bolide weitestgehend unbeschädigt blieb, musste Rossi zur Box um einen neuen Frontflügel abzuholen.
Während der ersten Runde setzte Bird Dillmann bereits unter Druck und überholte ihn in der letzten Kurve.
Nach der ersten Runde führte Bird vor Dillmann, Coletti, Quaife-Hobbs, Nasr und Leimer.
Beim Anbremsen in die erste Kurve versuchte Dillmann die Attacke von Bird zu kontern und setzte ein Überholversuch. Bird behielt die Führung, allerdings verlor Dillmann bei dem Manöver Schwung und musste sich von Coletti überholen lassen. Kurz darauf überholte Nasr Quaife-Hobbs und anschließend auch Dillmann.
Quaife-Hobbs fuhr schlechtere Rundenzeiten als die Fahrer vor und hinter ihm, sodass die Verfolger bald aufschlossen. Dillmann war ebenfalls nicht in der Lage mit den Führenden mitzuhalten und es bildete sich eine große Lücke vor ihm.
Vier Runden vor Schluss hatte Quaife-Hobbs vier Fahrer dicht hinter sich: Palmer vor Calado, Leimer und Daniel Abt. Auch an der Spitze fuhren Bird, Coletti und Nasr ebenfalls dicht beieinander.
Währenddessen hatte Coletti Probleme mit seinem Fahrzeug und musste Nasr passieren lassen. Darüber hinaus konnte Coletti den Anschluss nicht halten. Abt machte zwei Positionen gegen Leimer und Quaife-Hobbs gut und belegte anschließend Position sieben. Auf der Start-Ziel-Geraden setzte Calado sich links neben Palmer. Beide fuhren parallel durch die erste Kurve. Calado hatte bei der anschließenden Linkskurve einen Vorteil und übernahm die fünfte Position.
In der letzten Runde war Nasr dicht an Bird herangefahren. Beim Anbremsen in die letzte Kurve versuchte er ein Überholmanöver und beide fuhren nebeneinander auf die Kurve zu. Bird beschleunigte besser heraus und gewann das Rennen mit acht Hundertstelsekunden vor Nasr. Ihnen folgten Coletti, Dillmann, Calado und Palmer. Berthon fuhr die schnellste Runde des Rennens, lag aber nicht in den Top 10, womit die schnellste Runde an Bird ging.

## Meldeliste
Alle Teams und Fahrer verwendeten das Dallara-Chassis GP2/11, Motoren von Renault-Mecachrome und Reifen von Pirelli.
| Team                 | Auto # | Fahrer              |
| -------------------- | ------ | ------------------- |
| DAMS                 | 01     | Marcus Ericsson     |
| DAMS                 | 02     | Stéphane Richelmi   |
| ART Grand Prix       | 03     | James Calado        |
| ART Grand Prix       | 04     | Daniel Abt          |
| Arden International  | 05     | Johnny Cecotto jr.  |
| Arden International  | 06     | Mitch Evans         |
| Racing Engineering   | 07     | Julian Leal         |
| Racing Engineering   | 08     | Fabio Leimer        |
| Carlin               | 09     | Felipe Nasr         |
| Carlin               | 10     | Jolyon Palmer       |
| Russian Time         | 11     | Sam Bird            |
| Russian Time         | 12     | Tom Dillmann        |
| Caterham Racing      | 14     | Sergio Canamasas    |
| Caterham Racing      | 15     | Alexander Rossi     |
| Barwa Addax Team     | 16     | Jake Rosenzweig     |
| Barwa Addax Team     | 17     | Rio Haryanto        |
| Rapax                | 18     | Stefano Coletti     |
| Rapax                | 19     | Simon Trummer       |
| Trident Racing       | 20     | Nathanaël Berthon   |
| Trident Racing       | 21     | Kevin Ceccon        |
| Hilmer Motorsport    | 22     | Robin Frijns        |
| Hilmer Motorsport    | 23     | Pål Varhaug         |
| Venezuela GP Lazarus | 24     | René Binder         |
| Venezuela GP Lazarus | 25     | Kevin Giovesi       |
| MP Motorsport        | 26     | Adrian Quaife-Hobbs |
| MP Motorsport        | 27     | Daniël de Jong      |

## Klassifikationen

### Qualifying
| Pos. | Fahrer              | Team                 | Zeit     | Start |
| ---- | ------------------- | -------------------- | -------- | ----- |
| 01   | Fabio Leimer        | Racing Engineering   | 1:39,427 | 01    |
| 02   | Marcus Ericsson     | DAMS                 | 1:40,420 | 02    |
| 03   | Felipe Nasr         | Carlin               | 1:40,520 | 03    |
| 04   | Stefano Coletti     | Rapax                | 1:40,585 | 04    |
| 05   | Tom Dillmann        | Russian Time         | 1:40,689 | 05    |
| 06   | Stéphane Richelmi   | DAMS                 | 1:40,704 | 06    |
| 07   | Alexander Rossi     | Caterham Racing      | 1:40,756 | 07    |
| 08   | Adrian Quaife-Hobbs | MP Motorsport        | 1:40,769 | 08    |
| 09   | Sam Bird            | Russian Time         | 1:40,842 | 09    |
| 10   | Robin Frijns        | Hilmer Motorsport    | 1:40,865 | 10    |
| 11   | James Calado        | ART Grand Prix       | 1:40,878 | 21    |
| 12   | Simon Trummer       | Rapax                | 1:40,892 | 11    |
| 13   | Jolyon Palmer       | Carlin               | 1:41,033 | 12    |
| 14   | Johnny Cecotto jr.  | Arden International  | 1:41,043 | 13    |
| 15   | Daniel Abt          | ART Grand Prix       | 1:41,070 | 14    |
| 16   | Sergio Canamasas    | Caterham Racing      | 1:41,229 | EX    |
| 17   | Kevin Giovesi       | Venezuela GP Lazarus | 1:41,236 | 18    |
| 18   | Mitch Evans         | Arden International  | 1:41,237 | 15    |
| 19   | Kevin Ceccon        | Trident Racing       | 1:41,243 | 16    |
| 20   | Julian Leal         | Racing Engineering   | 1:41,504 | 17    |
| 21   | René Binder         | Venezuela GP Lazarus | 1:41,553 | 19    |
| 22   | Jake Rosenzweig     | Barwa Addax Team     | 1:41,687 | 20    |
| 23   | Nathanaël Berthon   | Trident Racing       | 1:41,730 | 22    |
| 24   | Pål Varhaug         | Hilmer Motorsport    | 1:41,980 | 23    |
| 25   | Rio Haryanto        | Barwa Addax Team     | 1:41,981 | 24    |
| 26   | Daniël de Jong      | MP Motorsport        | 1:42,284 | 25    |

Anmerkungen
1. ↑  Calado wurde wegen Verursachens einer Kollision im Sprintrennen vom vorherigen Lauf um 10 Positionen nach hinten versetzt.
2. ↑  Canamasas wurde wegen eines "absichtlichen Richtungswechsels, durch den ein anderer Fahrer benachteiligt wurde" aus der Wertung ausgeschlossen.
3. ↑  Giovesi wurde wegen Behinderns von Johnny Cecotto jr. um 3 Positionen nach hinten versetzt.

### Hauptrennen
| Pos. | Fahrer              | Team                 | Runden | Zeit       | Start | Schnellste Runde |
| ---- | ------------------- | -------------------- | ------ | ---------- | ----- | ---------------- |
| 01   | Fabio Leimer        | Racing Engineering   | 32     | 57:21,528  | 01    | 1:45,158 (03.)   |
| 02   | Stefano Coletti     | Rapax                | 32     | + 1,929    | 04    | 1:45,232 (12.)   |
| 03   | Alexander Rossi     | Caterham Racing      | 32     | + 9,030    | 07    | 1:45,441 (10.)   |
| 04   | Felipe Nasr         | Carlin               | 32     | + 9,498    | 03    | 1:45,537 (02.)   |
| 05   | Jolyon Palmer       | Carlin               | 32     | + 15,037   | 12    | 1:45,353 (03.)   |
| 06   | Sam Bird            | Russian Time         | 32     | + 28,518   | 09    | 1:45,400 (03.)   |
| 07   | Adrian Quaife-Hobbs | MP Motorsport        | 32     | + 33,067   | 08    | 1:45,319 (26.)   |
| 08   | Tom Dillmann        | Russian Time         | 32     | + 33,589   | 05    | 1:45,145 (26.)   |
| 09   | Simon Trummer       | Rapax                | 32     | + 36,246   | 11    | 1:45,299 (10.)   |
| 10   | Johnny Cecotto jr.  | Arden International  | 32     | + 37,459   | 13    | 1:45,115 (28.)   |
| 11   | Kevin Ceccon        | Trident Racing       | 32     | + 42,502   | 16    | 1:45,827 (10.)   |
| 12   | James Calado        | ART Grand Prix       | 32     | + 48,084   | 21    | 1:45,205 (23.)   |
| 13   | Marcus Ericsson     | DAMS                 | 32     | + 48,709   | 02    | 1:44,953 (09.)   |
| 14   | Daniel Abt          | ART Grand Prix       | 32     | + 53,482   | 14    | 1:46,216 (19.)   |
| 15   | Rio Haryanto        | Barwa Addax Team     | 32     | + 59,146   | 24    | 1:46,848 (17.)   |
| 16   | Jake Rosenzweig     | Barwa Addax Team     | 32     | + 1:05,997 | 20    | 1:45,257 (29.)   |
| 17   | Nathanaël Berthon   | Trident Racing       | 32     | + 1:10,696 | 22    | 1:45,858 (09.)   |
| 18   | René Binder         | Venezuela GP Lazarus | 32     | + 1:11,776 | 19    | 1:44,955 (32.)   |
| 19   | Julian Leal         | Racing Engineering   | 32     | + 1:19,886 | 17    | 1:43,889 (24.)   |
| 20   | Sergio Canamasas    | Caterham Racing      | 32     | + 1:20,456 | 26    | 1:46,359 (11.)   |
| 21   | Robin Frijns        | Hilmer Motorsport    | 31     | + 1 Runde  | 10    | 1:44,864 (10.)   |
| —    | Kevin Giovesi       | Venezuela GP Lazarus | 27     | DNF        | 18    | 1:45,705 (24.)   |
| —    | Mitch Evans         | Arden International  | 25     | DNF        | 15    | 1:46,321 (24.)   |
| —    | Stéphane Richelmi   | DAMS                 | 20     | DNF        | 06    | 1:46,107 (08.)   |
| —    | Pål Varhaug         | Hilmer Motorsport    | 04     | DNF        | 23    | 1:48,092 (03.)   |
| —    | Daniël de Jong      | MP Motorsport        | 01     | DNF        | 25    | 2:34,605 (01.)   |

### Sprintrennen
| Pos. | Fahrer              | Team                 | Runden | Zeit       | Start | Schnellste Runde |
| ---- | ------------------- | -------------------- | ------ | ---------- | ----- | ---------------- |
| 01   | Sam Bird            | Russian Time         | 23     | 41:08,133  | 03    | 1:45,465 (04.)   |
| 02   | Felipe Nasr         | Carlin               | 23     | + 0,080    | 05    | 1:45,557 (05.)   |
| 03   | Stefano Coletti     | Rapax                | 23     | + 4,206    | 07    | 1:45,668 (04.)   |
| 04   | Tom Dillmann        | Russian Time         | 23     | + 10,328   | 01    | 1:46,696 (04.)   |
| 05   | James Calado        | ART Grand Prix       | 23     | + 19,713   | 12    | 1:46,934 (02.)   |
| 06   | Jolyon Palmer       | Carlin               | 23     | + 21,773   | 04    | 1:46,747 (06.)   |
| 07   | Daniel Abt          | ART Grand Prix       | 23     | + 24,108   | 14    | 1:46,722 (02.)   |
| 08   | Adrian Quaife-Hobbs | MP Motorsport        | 23     | + 27,722   | 02    | 1:46,668 (04.)   |
| 09   | Fabio Leimer        | Racing Engineering   | 23     | + 27,894   | 08    | 1:46,873 (06.)   |
| 10   | Kevin Ceccon        | Trident Racing       | 23     | + 27,997   | 11    | 1:46,973 (03.)   |
| 11   | Sergio Canamasas    | Caterham Racing      | 23     | + 28,601   | 20    | 1:46,844 (02.)   |
| 12   | Johnny Cecotto jr.  | Arden International  | 23     | + 35,477   | 10    | 1:47,115 (04.)   |
| 13   | Stéphane Richelmi   | DAMS                 | 23     | + 35,858   | 24    | 1:47,244 (04.)   |
| 14   | Simon Trummer       | Rapax                | 23     | + 36,346   | 09    | 1:47,013 (04.)   |
| 15   | Mitch Evans         | Arden International  | 23     | + 36,950   | 23    | 1:47,046 (03.)   |
| 16   | Julian Leal         | Racing Engineering   | 23     | + 37,671   | 19    | 1:46,945 (04.)   |
| 17   | Kevin Giovesi       | Venezuela GP Lazarus | 23     | + 41,248   | 22    | 1:47,057 (03.)   |
| 18   | Daniël de Jong      | MP Motorsport        | 23     | + 44,757   | 26    | 1:47,616 (05.)   |
| 19   | Jake Rosenzweig     | Barwa Addax Team     | 23     | + 47,006   | 16    | 1:47,127 (03.)   |
| 20   | Alexander Rossi     | Caterham Racing      | 23     | + 52,044   | 06    | 1:46,035 (08.)   |
| 21   | Pål Varhaug         | Hilmer Motorsport    | 23     | + 54,740   | 25    | 1:47,269 (06.)   |
| 22   | Nathanaël Berthon   | Trident Racing       | 23     | + 55,332   | 17    | 1:45,301 (17.)   |
| 23   | Robin Frijns        | Hilmer Motorsport    | 23     | + 1:02,964 | 21    | 1:46,421 (09.)   |
| 24   | Rio Haryanto        | Barwa Addax Team     | 23     | + 1:17,388 | 15    | 1:46,053 (06.)   |
| 25   | René Binder         | Venezuela GP Lazarus | 22     | + 1 Runde  | 18    | 1:45,494 (07.)   |
| —    | Marcus Ericsson     | DAMS                 | 05     | DNF        | 13    | 1:47,491 (03.)   |

## Meisterschafts-Stände nach dem Lauf

### Fahrerwertung
| Pos. | Fahrer              | Team                | Punkte |
| ---- | ------------------- | ------------------- | ------ |
| 01   | Stefano Coletti     | Rapax               | 64     |
| 02   | Fabio Leimer        | Racing Engineering  | 54     |
| 03   | Felipe Nasr         | Carlin              | 48     |
| 04   | Sam Bird            | Russian Time        | 33     |
| 05   | James Calado        | ART Grand Prix      | 24     |
| 06   | Jolyon Palmer       | Carlin              | 22     |
| 07   | Alexander Rossi     | Caterham Racing     | 15     |
| 08   | Tom Dillmann        | Russian Time        | 12     |
| 09   | Stéphane Richelmi   | DAMS                | 12     |
| 10   | Mitch Evans         | Arden International | 11     |
| 11   | Julian Leal         | Racing Engineering  | 10     |
| 12   | Johnny Cecotto jr.  | Arden International | 9      |
| 13   | Simon Trummer       | Rapax               | 8      |
| 14   | Adrian Quaife-Hobbs | MP Motorsport       | 7      |

| Pos. | Fahrer            | Team                 | Punkte |
| ---- | ----------------- | -------------------- | ------ |
| 15   | Conor Daly        | Hilmer Motorsport    | 2      |
| 16   | Daniel Abt        | ART Grand Prix       | 2      |
| 17   | René Binder       | Venezuela GP Lazarus | 1      |
| 18   | Kevin Ceccon      | Trident              | 0      |
| 19   | Kevin Giovesi     | Venezuela GP Lazarus | 0      |
| 20   | Sergio Canamasas  | Caterham Racing      | 0      |
| 21   | Marcus Ericsson   | DAMS                 | 0      |
| 22   | Daniël de Jong    | MP Motorsport        | 0      |
| 23   | Rio Haryanto      | Barwa Addax          | 0      |
| 24   | Pål Varhaug       | Hilmer Motorsport    | 0      |
| 25   | Jake Rosenzweig   | Barwa Addax          | 0      |
| 26   | Nathanaël Berthon | Trident              | 0      |
| 27   | Robin Frijns      | Hilmer Motorsport    | 0      |
| 28   | Qing Hua Ma       | Caterham Racing      | 0      |

### Teamwertung
| Pos. | Team                | Punkte |
| ---- | ------------------- | ------ |
| 01   | Rapax               | 72     |
| 02   | Carlin              | 70     |
| 03   | Racing Engineering  | 64     |
| 04   | Russian Time        | 45     |
| 05   | ART Grand Prix      | 26     |
| 06   | Arden International | 20     |
| 07   | Caterham Racing     | 15     |

| Pos. | Team                 | Punkte |
| ---- | -------------------- | ------ |
| 08   | DAMS                 | 12     |
| 09   | MP Motorsport        | 7      |
| 10   | Hilmer Motorsport    | 2      |
| 11   | Venezuela GP Lazarus | 1      |
| 12   | Trident Racing       | 0      |
| 13   | Barwa Addax Team     | 0      |